# Zdeněk Mikuš
Zdeněk Mikuš (* 11. ledna 1955 Přerov) je bývalý český fotbalista, obránce.

## Fotbalová kariéra
V československé lize hrál za Dukla Praha. Nastoupil v 16 ligových utkáních a dal 3 ligové góly. V nižších soutěžích hrál i za Mladou Boleslav a Motorlet. S Duklou získal v sezóně 1976/1977 mistrovský titul.

## Ligová bilance
| Ročník                                   | Zápasy | Góly | Klub                      |
| ---------------------------------------- | ------ | ---- | ------------------------- |
| 1. československá fotbalová liga 1974/75 | 6      | 1    | Dukla Praha               |
| 1. československá fotbalová liga 1975/76 | 9      | 2    | Dukla Praha               |
| 1. československá fotbalová liga 1976/77 | 1      | 0    | Dukla Praha               |
| Česká národní fotbalová liga 1981/82     | 14     | 4    | Auto Škoda Mladá Boleslav |
| Česká národní fotbalová liga 1982/83     | 26     | 3    | Auto Škoda Mladá Boleslav |
| Česká národní fotbalová liga 1983/84     | 23     | 6    | Motorlet Praha            |
| CELKEM                                   | 16     | 3    |                           |